# Энгельберт Долен
Энгельберт Долен (? — 3 сентября 1347 года, Авиньон) — немецкий религиозный деятель; в 1323-1341 годах — епископ Дерпта, а затем вплоть до своей смерти в 1347 году — рижский архиепископ.

## Происхождение, назначение
Энгельберт родился в вассальной семье, которая с начала XIII столетия была связана с Ригой и Дерптом. В этих городах Прибалтики у его семьи были крупные земельные владения, полученные после передела собственности в результате победного завершения Ливонского крестового похода. Изначально Долены происходят из дворянской семьи, проживавшей вблизи Ольденбурга, члены которой служили управляющими в поместьях, принадлежавших графской семье Равенсбургов. С началом крестовой агрессии против народностей, проживавший на берегу Балтийского моря, они, находясь в составе войска крестоносцев, поселились на захваченных землях и завладели имениями. Вполне возможно, что он упомянут под именем «Engelbertus из Эстонии», который в 1304 году поступил в Болонский университет. Впервые он документально упомянут в 1323 году, когда его как дерптского пробста, избирают преемником местного епископа Николая. В связи с тем, что ему необходимо было подтверждение своего избрания, он отправляется в Ригу. Там он сталкивается с невозможностью получения подтверждения, поскольку рижский архиепископ Фридрих фон Пернштейн уже более десяти лет пребывает в составе папской курии в Авиньоне, а кроме него никто в Риге не был уполномочен обеспечить ему подтверждение. Но так как папа Иоанн XXII, будучи верховным главой римско-католической церкви, мог как официально подтвердить факт избрания, так и дать согласие на его рукоположение в сан епископа, Энгельберт вынужден был отправиться в Авиньон. Однако там Фридрих Пернштейн препятствует папскому подтверждению, утверждая, что Энгельберт не будет вести себя правильно по отношению к политике понтифика и католической церкви, властвовавшей в Риги. Причина противодействия со стороны архиепископа Фридриха, по всей видимости, заключалась в том, что он уступал в длительном имущественном споре с Ливонским орденом в ходе гражданской войны, поэтому и блокировал любые новые назначения в прусских и ливонских епархиях.

## Политика на посту архиепископа Риги
Однако после рассмотрения прошения Энгельберта папа принял решение подтвердить его избрание в ноябре 1323 года. После церемонии освящения, которая была проведена епископом Фраскати, Бертраном де Турре (он же Бернард де ла Тур), Энгельберт Долен был назначен на епархии 9 декабря 1323 года. После этого, в марте 1325 года, он потребовал клятвы верности от немецких орденских монахов и проповедников, действовавших в его епархии, с тем, чтобы пошатнуть позиции руководства Ливонского ордена. В 1326 году Энгельберт Долен выступил в роли посредника в споре за открытие ворот между городом Ригой и капитулом Домского собора. В 1336 году он короновал шведского короля Магнуса II, и в этом же году он был уполномочен папой Бенедиктом XII призывать орден вернуть всё ещё отсутствовавшему в Риге архиепископу Фридриху Пернштейну земли и замковые комплексы, которые были ранее незаконно изъяты руководством Ливонского ордена в свою пользу, и в этой деятельности Энгельберт добился успеха. С Фридрихом Пернштейном он объединился в борьбе против их могущественного вечного соперника Ливонского ордена. В марте 1341 года, когда Фридрих умер, Энгельберт присутствовал в Авиньоне. После смерти прежнего архиепископа Риги папа Бенедикт XII назначил его близкого сподвижника Энгельберта его преемником в архиепархии. 18 октября 1341 года Энгельберт перебирается из Дерпта в Ригу. Паллий был ему представлен в Авиньоне двумя диаконами кардинала. Несмотря на то, что папа призывал Энгельберта не покидать свою архиепархию, он решил оставаться в Авиньоне. Оттуда он без успеха продолжает свою политику против Ливонского ордена. Он умер 3 сентября 1347 года в Авиньоне. Его место захоронения неизвестно.